# Đeče
Đeče su naseljeno mjesto u općini Bileća, Republika Srpska, BiH.

## Stanovništvo

### 1991.
Nacionalni sastav stanovništva 1991. godine, bio je sljedeći:
ukupno: 79
- Muslimani - 73
- Srbi - 6

### 2013.
Nacionalni sastav stanovništva 2013. godine, bio je sljedeći:
ukupno: 28
- Srbi - 17
- Bošnjaci - 10
- ostali, neopredijeljeni i nepoznato - 1

## Vanjske poveznice
- Satelitska snimka  Arhivirana inačica izvorne stranice od 19. travnja 2021. (Wayback Machine)